# Venezuela i olympiska sommarspelen 2016
Venezuela deltog med 87 deltagare vid de olympiska sommarspelen 2016 i Rio de Janeiro. Totalt tog truppen tre medaljer.

## Medaljörer
| Medalj | Namn              | Sport     | Gren               | Datum           |
| ------ | ----------------- | --------- | ------------------ | --------------- |
| Silver | Yulimar Rojas     | Friidrott | Damernas tresteg   | 14 augusti 2016 |
| Brons  | Yoel Finol        | Boxning   | Herrarnas flugvikt | 19 augusti 2016 |
| Brons  | Stefany Hernandez | Cykling   | Damernas BMX       | 19 augusti 2016 |

## Bordtennis
| Spelare        | Gren      | Inledande omgång     | Omgång 1             | Omgång 2             | Omgång 3             | Åttondelsfinal       | Kvartsfinal          | Semifinal            | Final / BM           | Final / BM       |
| Spelare        | Gren      | Motståndare Resultat | Motståndare Resultat | Motståndare Resultat | Motståndare Resultat | Motståndare Resultat | Motståndare Resultat | Motståndare Resultat | Motståndare Resultat | Placering        |
| -------------- | --------- | -------------------- | -------------------- | -------------------- | -------------------- | -------------------- | -------------------- | -------------------- | -------------------- | ---------------- |
| Gremlis Arvelo | Damsingel | Bye                  | Zhang (USA) L 0–4    | Gick inte vidare     | Gick inte vidare     | Gick inte vidare     | Gick inte vidare     | Gick inte vidare     | Gick inte vidare     | Gick inte vidare |

## Boxning
| Boxare             | Gren            | Omgång 1                  | Omgång 2               | Kvartsfinal             | Semifinal            | Final                | Final            |
| Boxare             | Gren            | Motståndare Resultat      | Motståndare Resultat   | Motståndare Resultat    | Motståndare Resultat | Motståndare Resultat | Placering        |
| ------------------ | --------------- | ------------------------- | ---------------------- | ----------------------- | -------------------- | -------------------- | ---------------- |
| Yoel Finol Rivas   | Flugvikt        | de los Santos (DOM) W 3–0 | Ali (GBR) W 3–0        | Flissi (ALG) W 3–0      | Zoirov (UZB) L 0–3   | Gick inte vidare     | 3                |
| Victor Rodríguez   | Bantamvikt      | Ham S-m (KOR) L 1–2       | Gick inte vidare       | Gick inte vidare        | Gick inte vidare     | Gick inte vidare     | Gick inte vidare |
| Luis Ángel Cabrera | Lättvikt        | Narimatsu (JPN) L 1–2     | Gick inte vidare       | Gick inte vidare        | Gick inte vidare     | Gick inte vidare     | Gick inte vidare |
| Luis Arcón         | Lätt weltervikt | Bachkov (ARM) L 1–2       | Gick inte vidare       | Gick inte vidare        | Gick inte vidare     | Gick inte vidare     | Gick inte vidare |
| Gabriel Maestre    | Weltervikt      | Marutjan (GER) W 2–1      | Mangiacapre (ITA) W WO | Yeleussinov (KAZ) L 0–3 | Gick inte vidare     | Gick inte vidare     | Gick inte vidare |
| Endry José Pinto   | Mellanvikt      | Delgado (ECU) L 0–3       | Gick inte vidare       | Gick inte vidare        | Gick inte vidare     | Gick inte vidare     | Gick inte vidare |
| Albert Ramírez     | Lätt tungvikt   | Khamukov (RUS) W 2–1      | Benchabla (ALG) L 1–2  | Gick inte vidare        | Gick inte vidare     | Gick inte vidare     | Gick inte vidare |
| Edgar Muñoz        | Supertungvikt   | Jalolov (UZB) L TKO       | Gick inte vidare       | Gick inte vidare        | Gick inte vidare     | Gick inte vidare     | Gick inte vidare |

## Brottning
Förkortningar:
- VT – Vinst genom fall.
- PP – Beslut efter poäng – förloraren fick tekniska poäng.
- PO – Beslut efter poäng – förloraren fick inte tekniska poäng.
- ST – Teknisk överlägsenhet – förloraren utan tekniska poäng och en marginal med minst 8 (grekisk-romersk stil) eller 10 (fristil) poäng.

Herrar, grekisk-romersk stil
| Brottare         | Gren                 | Kvalomgång           | Omgång 1                | Kvartsfinal          | Semifinal            | Återkval 1           | Återkval 2              | Final / BM           | Final / BM |
| Brottare         | Gren                 | Motståndare Resultat | Motståndare Resultat    | Motståndare Resultat | Motståndare Resultat | Motståndare Resultat | Motståndare Resultat    | Motståndare Resultat | Placering  |
| ---------------- | -------------------- | -------------------- | ----------------------- | -------------------- | -------------------- | -------------------- | ----------------------- | -------------------- | ---------- |
| Raiber Rodríguez | Bantamvikt -59kg     | Bye                  | Bayramov (AZE) L 0–4 ST | Gick inte vidare     | Gick inte vidare     | Gick inte vidare     | Gick inte vidare        | Gick inte vidare     | 18         |
| Wuileixis Rivas  | Lättvikt -66kg       | Bye                  | Norouzi (IRI) L 1–3 PP  | Gick inte vidare     | Gick inte vidare     | Gick inte vidare     | Gick inte vidare        | Gick inte vidare     | 14         |
| Luillys Pérez    | Tungvikt -98kg       | Bye                  | Rezaei (IRI) L 0–4 ST   | Gick inte vidare     | Gick inte vidare     | Gick inte vidare     | Gick inte vidare        | Gick inte vidare     | 17         |
| Erwin Caraballo  | Supertungvikt -130kg | Bye                  | Kayaalp (TUR) L 0–4 ST  | Gick inte vidare     | Gick inte vidare     | Bye                  | Shariati (AZE) L 0–4 ST | Gick inte vidare     | 19         |

Herrar, fristil
| Brottare         | Gren                | Kvalomgång           | Omgång 1                 | Kvartsfinal             | Semifinal            | Återkval 1           | Återkval 2           | Final / BM              | Final / BM |
| Brottare         | Gren                | Motståndare Resultat | Motståndare Resultat     | Motståndare Resultat    | Motståndare Resultat | Motståndare Resultat | Motståndare Resultat | Motståndare Resultat    | Placering  |
| ---------------- | ------------------- | -------------------- | ------------------------ | ----------------------- | -------------------- | -------------------- | -------------------- | ----------------------- | ---------- |
| Pedro Ceballos   | Lätt tungvikt -86kg | Bye                  | Zaghloul (EGY) W 3–0 PO  | Sadulaev (RUS) L 0–3 PO | Gick inte vidare     | Bye                  | Veréb (HUN) W 3–1 PP | Sjarifov (AZE) L 1–3 PP | 5          |
| José Daniel Díaz | Tungvikt -97kg      | Bye                  | Ibragimov (KAZ) L 0–4 ST | Gick inte vidare        | Gick inte vidare     | Gick inte vidare     | Gick inte vidare     | Gick inte vidare        | 18         |

Damer, fristil
| Brottare           | Gren                | Kvalomgång           | Omgång 1               | Kvartsfinal                | Semifinal              | Återkval 1           | Återkval 2           | Final / BM              | Final / BM |
| Brottare           | Gren                | Motståndare Resultat | Motståndare Resultat   | Motståndare Resultat       | Motståndare Resultat   | Motståndare Resultat | Motståndare Resultat | Motståndare Resultat    | Placering  |
| ------------------ | ------------------- | -------------------- | ---------------------- | -------------------------- | ---------------------- | -------------------- | -------------------- | ----------------------- | ---------- |
| Betzabeth Argüello | Fjädervikt -53kg    | Bye                  | Essombe (CMR) W 5–0 VT | Prevolaraki (GRE) W 3–1 PP | Yoshida (JPN) L 0–3 PO | Bye                  | Bye                  | Sjnjsjyn (AZE) L 1–3 PP | 5          |
| María Acosta       | Lätt tungvikt -69kg | Bye                  | Mostafa (EGY) L 1–3 PP | Gick inte vidare           | Gick inte vidare       | Gick inte vidare     | Gick inte vidare     | Gick inte vidare        | 17         |
| Jaramit Weffer     | Tungvikt -75kg      | Bye                  | Ali (CMR) L 0–3 PO     | Gick inte vidare           | Gick inte vidare       | Gick inte vidare     | Gick inte vidare     | Gick inte vidare        | 17         |

## Bågskytte
| Bågskytt     | Gren                           | Rankningsomgång | Rankningsomgång | Omgång 1            | Omgång 2          | Omgång 3          | Kvartsfinal       | Semifinal         | Final / BM        | Final / BM       |
| Bågskytt     | Gren                           | Poäng           | Seed            | Motståndare Poäng   | Motståndare Poäng | Motståndare Poäng | Motståndare Poäng | Motståndare Poäng | Motståndare Poäng | Placering        |
| ------------ | ------------------------------ | --------------- | --------------- | ------------------- | ----------------- | ----------------- | ----------------- | ----------------- | ----------------- | ---------------- |
| Elías Malavé | Herrarnas individuella tävling | 651             | 46              | Wang Dp (CHN) W 6–2 | Worth (AUS) L 4–6 | Gick inte vidare  | Gick inte vidare  | Gick inte vidare  | Gick inte vidare  | Gick inte vidare |
| Leidys Brito | Damernas individuella tävling  | 614             | 44              | Unruh (GER) L 4–6   | Gick inte vidare  | Gick inte vidare  | Gick inte vidare  | Gick inte vidare  | Gick inte vidare  | Gick inte vidare |

## Cykling

### Landsväg
| Idrottare         | Gren                | Tid             | Placering       |
| ----------------- | ------------------- | --------------- | --------------- |
| Jonathan Monsalve | Herrarnas linjelopp | Fullföljde inte | Fullföljde inte |
| Jonathan Monsalve | Herrarnas tempolopp | Fullföljde inte | Fullföljde inte |
| Miguel Ubeto      | Herrarnas linjelopp | Fullföljde inte | Fullföljde inte |
| Jennifer Cesar    | Damernas linjelopp  | 4:03:18         | 50              |

### Bana
Sprint
| Cyklist         | Gren             | Kval                 | Kval      | Omgång 1                         | Återkval 1                       | Omgång 2                         | Återkval 2                       | Kvartsfinal                      | Semifinal                        | Final                            | Final            |
| Cyklist         | Gren             | Tid Hastighet (km/h) | Placering | Motståndare Tid Hastighet (km/h) | Motståndare Tid Hastighet (km/h) | Motståndare Tid Hastighet (km/h) | Motståndare Tid Hastighet (km/h) | Motståndare Tid Hastighet (km/h) | Motståndare Tid Hastighet (km/h) | Motståndare Tid Hastighet (km/h) | Placering        |
| --------------- | ---------------- | -------------------- | --------- | -------------------------------- | -------------------------------- | -------------------------------- | -------------------------------- | -------------------------------- | -------------------------------- | -------------------------------- | ---------------- |
| Hersony Canelón | Herrarnas sprint | 10,239 70,319        | 24        | Gick inte vidare                 | Gick inte vidare                 | Gick inte vidare                 | Gick inte vidare                 | Gick inte vidare                 | Gick inte vidare                 | Gick inte vidare                 | Gick inte vidare |
| César Marcano   | Herrarnas sprint | 10,649 67,611        | 27        | Gick inte vidare                 | Gick inte vidare                 | Gick inte vidare                 | Gick inte vidare                 | Gick inte vidare                 | Gick inte vidare                 | Gick inte vidare                 | Gick inte vidare |

Förföljelse
| Cyklist                                    | Gren                     | Kval          | Kval      | Semifinal                      | Semifinal | Final                | Final            |
| Cyklist                                    | Gren                     | Tid           | Placering | Motståndare Resultat           | Placering | Motståndare Resultat | Placering        |
| ------------------------------------------ | ------------------------ | ------------- | --------- | ------------------------------ | --------- | -------------------- | ---------------- |
| Hersony Canelón César Marcano Ángel Pulgar | Herrarnas lagförföljelse | 44,263 60,999 | 8 Q       | Storbritannien L 44,486 60,693 | 8         | Gick inte vidare     | Gick inte vidare |

Keirin
| Cyklist         | Gren             | 1:a omgången | Återkval  | 2:a omgången     | Final            |
| Cyklist         | Gren             | Placering    | Placering | Placering        | Placering        |
| --------------- | ---------------- | ------------ | --------- | ---------------- | ---------------- |
| Hersony Canelón | Herrarnas keirin | 7 R          | 5         | Gick inte vidare | Gick inte vidare |
| Ángel Pulgar    | Herrarnas keirin | 7 R          | 4         | Gick inte vidare | Gick inte vidare |

Omnium
| Cyklist        | Gren            | Scratch-lopp | Scratch-lopp | Individuell förföljelse | Individuell förföljelse | Individuell förföljelse | Utslagslopp | Utslagslopp | Tempolopp | Tempolopp | Tempolopp | Flygande varv | Flygande varv | Flygande varv | Poänglopp | Poänglopp | Totalpoäng | Placering |
| Cyklist        | Gren            | Placering    | Poäng        | Tid                     | Placering               | Poäng                   | Placering   | Poäng       | Tid       | Placering | Poäng     | Tid           | Placering     | Poäng         | Poäng     | Placering | Totalpoäng | Placering |
| -------------- | --------------- | ------------ | ------------ | ----------------------- | ----------------------- | ----------------------- | ----------- | ----------- | --------- | --------- | --------- | ------------- | ------------- | ------------- | --------- | --------- | ---------- | --------- |
| Angie González | Damernas omnium | 18           | 6            | 3:47,161                | 17                      | 8                       | 12          | 18          | 36,535    | 12        | 18        | 14,660        | 16            | 10            | 1         | 13        | 61         | 18        |

### BMX
| Cyklist           | Gren          | Seeding  | Seeding   | Kvartsfinal | Kvartsfinal | Semifinal | Semifinal | Final            | Final            |
| Cyklist           | Gren          | Resultat | Placering | Poäng       | Placering   | Poäng     | Placering | Resultat         | Placering        |
| ----------------- | ------------- | -------- | --------- | ----------- | ----------- | --------- | --------- | ---------------- | ---------------- |
| Jefferson Milano  | Herrarnas BMX | 35,945   | 23        | 12          | 3 Q         | 24        | 8         | Gick inte vidare | Gick inte vidare |
| Stefany Hernández | Damernas BMX  | 35,202   | 4         | i.u.        | i.u.        | 11        | 3 Q       | 34.755           | 3                |

## Friidrott
Förkortningar
- Notera– Placeringar avser endast det specifika heatet.
- Q = Tog sig vidare till nästa omgång
- q = Tog sig vidare till nästa omgång som den snabbaste förloraren eller, i fältgrenarna, genom placering utan att nå kvalgränsen
- NR = Nationellt rekord
- N/A = Omgången fanns inte i grenen
- Bye = Idrottaren behövde inte tävla i omgången

Herrar
Bana och väg
| Idrottare                                                              | Gren                          | Heat     | Heat      | Semifinal        | Semifinal        | Final            | Final            |
| Idrottare                                                              | Gren                          | Resultat | Placering | Resultat         | Placering        | Resultat         | Placering        |
| ---------------------------------------------------------------------- | ----------------------------- | -------- | --------- | ---------------- | ---------------- | ---------------- | ---------------- |
| Alberth Bravo                                                          | Herrarnas 400 meter           | 46,15    | 6         | Gick inte vidare | Gick inte vidare | Gick inte vidare | Gick inte vidare |
| Luis Orta                                                              | Herrarnas maraton             | i.u.     | i.u.      | i.u.             | i.u.             | 2:27:05          | 106              |
| Jose Peña                                                              | Herrarnas 3 000 meter hinder  | 8:32,38  | 9         | i.u.             | i.u.             | Gick inte vidare | Gick inte vidare |
| Yerenman Salazar                                                       | Herrarnas 50 km gång          | i.u.     | i.u.      | i.u.             | i.u.             | DNF              | DNF              |
| Richard Vargas                                                         | Herrarnas 20 km gång          | i.u.     | i.u.      | i.u.             | i.u.             | 1:22:23          | 24               |
| Alberth Bravo Omar Longart José Meléndez Freddy Mezones Arturo Ramírez | Herrarnas 4x400 meter stafett | 3:02,69  | 6         | i.u.             | i.u.             | Gick inte vidare | Gick inte vidare |

Damer
Bana och väg
| Idrottare      | Gren               | Heat     | Heat      | Semifinal | Semifinal | Final            | Final            |
| Idrottare      | Gren               | Resultat | Placering | Resultat  | Placering | Resultat         | Placering        |
| -------------- | ------------------ | -------- | --------- | --------- | --------- | ---------------- | ---------------- |
| Yolimar Pineda | Damernas maraton   | i.u.     | i.u.      | i.u.      | i.u.      | 2:47:34          | 93               |
| Nercely Soto   | Damernas 200 meter | 22,89    | 2 Q       | 22,88     | 7         | Gick inte vidare | Gick inte vidare |

Fältgrenar
| Idrottare        | Gren                   | Kval    | Kval      | Final            | Final            |
| Idrottare        | Gren                   | Distans | Placering | Distans          | Placering        |
| ---------------- | ---------------------- | ------- | --------- | ---------------- | ---------------- |
| Ahymara Espinoza | Damernas kulstötning   | 17,27   | 19        | Gick inte vidare | Gick inte vidare |
| Robeilys Peinado | Damernas stavhopp      | DNS     | DNS       | Gick inte vidare | Gick inte vidare |
| Rosa Rodríguez   | Damernas släggkastning | 72,41   | 3 Q       | 69,26            | 10               |
| Yulimar Rojas    | Damernas tresteg       | 14,21   | 7 Q       | 14,98            | 2                |

## Fäktning
Herrar
| Idrottare                                                      | Gren                         | Omgång 2                 | Omgång 2             | Kvartsfinal              | Semifinal         | Final / BM                                | Final / BM                       |                  |
| Idrottare                                                      | Gren                         | Motståndare Poäng        | Motståndare Poäng    | Motståndare Poäng        | Motståndare Poäng | Motståndare Poäng                         | Placering                        |                  |
| -------------------------------------------------------------- | ---------------------------- | ------------------------ | -------------------- | ------------------------ | ----------------- | ----------------------------------------- | -------------------------------- | ---------------- |
| Silvio Fernández                                               | Herrarnas värja              | Jung J-s (KOR) L 8–15    | Gick inte vidare     | Gick inte vidare         | Gick inte vidare  | Gick inte vidare                          | Gick inte vidare                 | Gick inte vidare |
| Francisco Limardo                                              | Herrarnas värja              | Ferreira (BRA) W 15–9    | Jérent (FRA) W 15–14 | Novosjolov (EST) L 12–15 | Gick inte vidare  | Gick inte vidare                          | Gick inte vidare                 | Gick inte vidare |
| Rubén Limardo                                                  | Herrarnas värja              | Bye                      | Fayez (EGY) L 5–15   | Gick inte vidare         | Gick inte vidare  | Gick inte vidare                          | Gick inte vidare                 | Gick inte vidare |
| Silvio Fernández Francisco Limardo Rubén Limardo Kelvin Cañas* | Herrarnas lagtävling i värja | i.u.                     | i.u.                 | Brasilien W 45–25        | Frankrike L 29–45 | Classification semifinal Sydkorea L 40–45 | 7th place final Ryssland L 30–36 | 8                |
| Antonio Leal                                                   | Herrarnas florett            | van Haaster (CAN) L 7–15 | Gick inte vidare     | Gick inte vidare         | Gick inte vidare  | Gick inte vidare                          | Gick inte vidare                 | Gick inte vidare |

Damer
| Idrottare         | Gren             | Omgång 2            | Omgång 2              | Kvartsfinal       | Semifinal         | Final / BM        | Final / BM       |                  |
| Idrottare         | Gren             | Motståndare Poäng   | Motståndare Poäng     | Motståndare Poäng | Motståndare Poäng | Motståndare Poäng | Placering        |                  |
| ----------------- | ---------------- | ------------------- | --------------------- | ----------------- | ----------------- | ----------------- | ---------------- | ---------------- |
| Isis Giménez      | Damernas florett | Bye                 | Jeon H-s (KOR) L 8–10 | Gick inte vidare  | Gick inte vidare  | Gick inte vidare  | Gick inte vidare | Gick inte vidare |
| Alejandra Benítez | Damernas sabel   | Hafez (EGY) W 15–11 | Márton (HUN) L 14–15  | Gick inte vidare  | Gick inte vidare  | Gick inte vidare  | Gick inte vidare | Gick inte vidare |

## Golf
| Spelare         | Gren              | Runda 1 | Runda 2 | Runda 3 | Runda 4 | Totalt | Totalt | Totalt    |
| Spelare         | Gren              | Poäng   | Poäng   | Poäng   | Poäng   | Poäng  | Par    | Placering |
| --------------- | ----------------- | ------- | ------- | ------- | ------- | ------ | ------ | --------- |
| Jhonattan Vegas | Herrarnas tävling | 72      | 76      | 71      | 70      | 289    | 5      | =50       |

## Gymnastik

### Artistisk
Damer
| Gymnast       | Gren                 | Kval    | Kval     | Kval    | Kval    | Kval   | Kval      | Final   | Final   | Final   | Final   | Final  | Final     |
| Gymnast       | Gren                 | Redskap | Redskap  | Redskap | Redskap | Totalt | Placering | Redskap | Redskap | Redskap | Redskap | Totalt | Placering |
| Gymnast       | Gren                 | V       | UB       | BB      | F       | Totalt | Placering | V       | UB      | BB      | F       | Totalt | Placering |
| ------------- | -------------------- | ------- | -------- | ------- | ------- | ------ | --------- | ------- | ------- | ------- | ------- | ------ | --------- |
| Jessica López | Individuell mångkamp | 14,933  | 15,333 Q | 13,933  | 12,733  | 56,932 | 13 Q      | 14,833  | 15,100  | 13,800  | 14,233  | 57,966 | 7         |
| Jessica López | Barr                 | i.u.    | 15,333   | i.u.    | i.u.    | 15,333 | 7 Q       | i.u.    | 15,333  | i.u.    | i.u.    | 15,333 | 6         |

## Judo
| Idrottare          | Gren                      | Omgång 1                | Omgång 2             | Kvartsfinaler        | Semifinaler          | Återkval             | Final / BM           | Final / BM       |
| Idrottare          | Gren                      | Motståndare Resultat    | Motståndare Resultat | Motståndare Resultat | Motståndare Resultat | Motståndare Resultat | Motståndare Resultat | Placering        |
| ------------------ | ------------------------- | ----------------------- | -------------------- | -------------------- | -------------------- | -------------------- | -------------------- | ---------------- |
| Elvismar Rodríguez | Damernas mellanvikt −70kg | Moreira (ANG) L 000–100 | Gick inte vidare     | Gick inte vidare     | Gick inte vidare     | Gick inte vidare     | Gick inte vidare     | Gick inte vidare |

## Ridsport

### Hoppning
| Ryttare         | Häst     | Gren                     | Kval     | Kval      | Kval             | Kval             | Kval             | Kval             | Kval             | Kval             | Final            | Final            | Final            | Final            | Final            | Totalt           | Totalt           |
| Ryttare         | Häst     | Gren                     | Omgång 1 | Omgång 1  | Omgång 2         | Omgång 2         | Omgång 2         | Omgång 3         | Omgång 3         | Omgång 3         | Omgång A         | Omgång A         | Omgång B         | Omgång B         | Omgång B         | Totalt           | Totalt           |
| Ryttare         | Häst     | Gren                     | Straff   | Placering | Straff           | Totalt           | Placering        | Straff           | Totalt           | Placering        | Straff           | Placering        | Straff           | Totalt           | Placering        | Straff           | Placering        |
| --------------- | -------- | ------------------------ | -------- | --------- | ---------------- | ---------------- | ---------------- | ---------------- | ---------------- | ---------------- | ---------------- | ---------------- | ---------------- | ---------------- | ---------------- | ---------------- | ---------------- |
| Emanuel Andrade | Hardrock | align=left\|Individuellt | 13       | =61       | Gick inte vidare | Gick inte vidare | Gick inte vidare | Gick inte vidare | Gick inte vidare | Gick inte vidare | Gick inte vidare | Gick inte vidare | Gick inte vidare | Gick inte vidare | Gick inte vidare | Gick inte vidare | Gick inte vidare |
| Pablo Barrios   | Antares  | align=left\|Individuellt | 8        | =53 Q     | 12               | 20               | 54               | Gick inte vidare | Gick inte vidare | Gick inte vidare | Gick inte vidare | Gick inte vidare | Gick inte vidare | Gick inte vidare | Gick inte vidare | Gick inte vidare | Gick inte vidare |

## Rodd
| Roddare                  | Gren                    | Heat    | Heat      | Återkval | Återkval  | Kvartsfinal | Kvartsfinal | Semifinal | Semifinal | Final   | Final     |
| Roddare                  | Gren                    | Tid     | Placering | Tid      | Placering | Tid         | Placering   | Tid       | Placering | Tid     | Placering |
| ------------------------ | ----------------------- | ------- | --------- | -------- | --------- | ----------- | ----------- | --------- | --------- | ------- | --------- |
| Jakson Vicent Monasterio | Herrarnas singelsculler | 7:28,36 | 6 R       | 7:28,67  | 5 SE/F    | Bye         | Bye         | 7:50,56   | 2 FE      | 7:57,83 | 29        |

## Segling
Herrar
| Idrottare      | Gren            | Lopp | Lopp | Lopp | Lopp | Lopp | Lopp | Lopp | Lopp | Lopp | Lopp | Lopp | Lopp | Lopp | Nettopoäng | Slutlig placering |
| Idrottare      | Gren            | 1    | 2    | 3    | 4    | 5    | 6    | 7    | 8    | 9    | 10   | 11   | 12   | M*   | Nettopoäng | Slutlig placering |
| -------------- | --------------- | ---- | ---- | ---- | ---- | ---- | ---- | ---- | ---- | ---- | ---- | ---- | ---- | ---- | ---------- | ----------------- |
| Daniel Flores  | Herrarnas RS:X  | 18   | 22   | 26   | 20   | 11   | 33   | 34   | 37   | 32   | DNF  | 23   | 25   | EL   | 160        | 27                |
| José Gutiérrez | Herrarnas laser | 35   | 36   | 36   | 42   | 40   | 35   | 40   | 19   | 37   | 37   | i.u. | i.u. | EL   | 314        | 38                |

## Simhopp
| Jesús Liranzo | Herrarnas 10 m | 385,55 | 21 | Gick inte vidare | Gick inte vidare | Gick inte vidare | Gick inte vidare |
| Robert Páez   | Herrarnas 10 m | 378,20 | 23 | Gick inte vidare | Gick inte vidare | Gick inte vidare | Gick inte vidare |

## Taekwondo
| Idrottare       | Gren             | Åttondelsfinaler       | Kvartsfinaler        | Semifinaer           | Återkval                | Final                | Final     |
| Idrottare       | Gren             | Motståndare Resultat   | Motståndare Resultat | Motståndare Resultat | Motståndare Resultat    | Motståndare Resultat | Placering |
| --------------- | ---------------- | ---------------------- | -------------------- | -------------------- | ----------------------- | -------------------- | --------- |
| Edgar Contreras | Herrarnas −68 kg | Denisenko (RUS) L 2–12 | Gick inte vidare     | Gick inte vidare     | Tazegül (TUR) W 5–4 SUD | González (ESP) L 3–4 | 5         |